# Durgerdam
Durgerdam est un village néerlandais d'environ 430 habitants, situé dans la province de Hollande-Septentrionale et faisant partie de la commune d'Amsterdam et de la sous-commune (deelgemeente) d'Amsterdam-Noord. 
Il est situé à 7 km à l'est du centre-ville de la capitale, le long d'une digue bordant le Markermeer. Durgerdam a été une commune indépendante jusqu'en 1818. À cette date, les communes de Holysloot et Durgerdam sont rattachées à la commune de Ransdorp, avant que celle-ci ne soit rattachée à Amsterdam.